# Zino Francescatti
, detto Zino (Marsiglia, 9 agosto 1902 – La Ciotat, 16 settembre 1991), è stato un violinista francese.

## Biografia
Fu figlio di musicisti: in particolare suo padre René, violinista e violoncellista di origine italiana, aveva studiato con Camillo Sivori, un allievo di Niccolò Paganini.
Zino Francescatti fu un enfant prodige, che si esibì in pubblico con il concerto di Beethoven all'età di dieci anni.
Francescatti era considerato uno specialista di Paganini, e la sua registrazione del Concerto n. 1 di Paganini è ancora considerata un punto di riferimento per l'elevata tecnica esecutiva. Notevoli anche le registrazioni delle sonate di Beethoven per pianoforte e violino con Robert Casadesus, il Concerto n. 3 per violino e orchestra di Saint-Saëns e quelli di Bruch e Mendelssohn.
Nel 1927, andò a Parigi per insegnare alla École Normale de Musique. 
La sua carriera conobbe un appannamento dopo la sua partenza per gli Stati Uniti, quando durante il secondo conflitto mondiale ridusse la sua attività concertistica, per poi trovare il giusto riconoscimento nei successivi anni '50.
Quattro artisti hanno influenzato particolarmente l'arte di Zino Francescatti: Jacques Thibaud, che lo protesse e lo incoraggiò nei momenti difficili; Maurice Ravel, del quale fu amico e fedele interprete (l'equivalente di Vlado Perlemuter per il pianoforte); Bruno Walter, che lo diresse in varie occasioni; e Robert Casadesus, con il quale formò un duo affiatato.
Suonava sullo Stradivari "Hart" del 1727, successivamente appartenuto a Salvatore Accardo.
Morì a La Ciotat, località della Provenza-Alpi-Costa Azzurra, in Francia, all'età di 89 anni.